# Aalborg Pirates
Aalborg Pirates – duński klub hokeja na lodzie z siedzibą w Aalborgu.

## Historia
Historyczne nazwy
- AaB Ishockey (1967–1997)
- Aalborg Ishockey Klub (1997–2003)
- AaB Ishockey (2003–2012)
- Aalborg Pirates (2012–)

Trenerami w klubie byli m.in. Fin Jarmo Tolvanen (2007-2008), Kanadyjczyk Brandon Reid (2016-2018).

## Sukcesy
- Złoty medal mistrzostw Danii: 1981 (jako Aalborg IK), 2018, 2022
- Srebrny medal mistrzostw Danii: 1983, 1984, 1989 (jako Aalborg IK), 2021
- Brązowy medal mistrzostw Danii: 1979, 1980, 1982, 1991, 1994 (jako Aalborg IK), 2007, 2008, 2011, 2012
- Puchar Danii: 2018, 2022
- Finał Pucharu Danii : 2017